# Kubrat (Bulgaria)
Kubrat (in bulgaro Кубрат?) è un comune bulgaro situato nella Regione di Razgrad, nella parte nord-orientale della Bulgaria.
Il comune è situato nella Pianura danubiana (circa 10 km a Sud del fiume Danubio) e conta una popolazione di 18 355 abitanti (Secondo il censimento del Febbraio 2011)
La sede comunale è nella località omonima

## Popolazione
Nel comune vi abitano complessivamente 18 355 persone (7 379 nella sola città di Kubrat).
La seguente tabella mostra il numero e la quota dei gruppi etnici che abitano il comune:
| Insediamenti  | totale | Bulgari | Turchi | Rom  | Altri | Nessun appartenenza | non hanno risposto |
| ------------- | ------ | ------- | ------ | ---- | ----- | ------------------- | ------------------ |
| Totale        | 18355  | 6198    | 9283   | 1321 | 79    | 344                 | 1130               |
| Kubrat(città) | 7379   | 4288    | 2013   | 432  | 29    | 131                 | 486                |
| Belovec       | 1916   | 367     | 1184   | 0    | 0     | 4                   | 360                |
| Biserci       | 1155   | 46      | 1086   | 0    | 0     | 7                   | 16                 |
| Božurovo      | 420    | 60      | 274    | 4    | 0     | 0                   | 77                 |
| Goričevo      | 341    | 22      | 314    | 0    | 0     | 0                   | 4                  |
| Juper         | 499    | 399     | 0      | 49   | 0     | 0                   | 51                 |
| Kamenovo      | 406    | 383     | 0      | 0    | 0     | 0                   | 21                 |
| Medovene      | 348    | 96      | 199    | 13   | 32    | 2                   | 6                  |
| Mădrevo       | 779    | 0       | 752    | 0    | 0     | 7                   | 17                 |
| Ravno         | 624    | 43      | 506    | 71   | 0     | 3                   | 1                  |
| Savin         | 402    | 122     | 146    | 0    | 14    | 119                 | 1                  |
| Sevar         | 1763   | 0       | 1336   | 352  | 0     | 55                  | 19                 |
| Seslav        | 766    | 54      | 334    | 361  | 0     | 11                  | 6                  |
| Terter        | 228    | 209     | 0      | 0    | 0     | 0                   | 2                  |
| Točilari      | 370    | 0       | 365    | 0    | 0     | 0                   | 5                  |
| Zadruga       | 434    | 25      | 371    | 38   | 0     | 0                   | 0                  |
| Zvănarci      | 525    | 81      | 385    | 0    | 0     | 1                   | 58                 |

## Località
Il comune è formato dall'insieme delle seguenti località:
- Kubrat (sede comunale)
- Belovec
- Biserci
- Božurovo
- Goričevo
- Juper
- Kamenovo
- Medovene
- Mădrevo
- Ravno
- Savin
- Sevar
- Seslav
- Terter
- Točilari
- Zadruga
- Zvănarci